# 传递介质
一种物质存在于另一种物质内部时，后者是前者的介质。
某些波状运动，如声波、光波中，则称傳播的物质为这些波状运动的介质。
介質分爲光介質、電介質、機械波介質、磁介質等等。